# جون وايت (سياسي)
جون وايت (بالإنجليزية: John White)‏ هو محامي وقاضي وسياسي أمريكي، ولد في 14 فبراير 1802 في الولايات المتحدة، وتوفي في 22 سبتمبر 1845 في نفس البلد. حزبياً، نشط في حزب اليمين. وقد انتخب عضو مجلس النواب الأمريكي.